# Loučná (berg)
Loučná är ett berg i Tjeckien. Det ligger i den nordvästra delen av landet, 80 km nordväst om huvudstaden Prag. Toppen på Loučná är 956 meter över havet.
Terrängen runt Loučná är kuperad åt sydväst, men åt nordost är den platt. Loučná är den högsta punkten i trakten. Runt Loučná är det tätbefolkat, med 530 invånare per kvadratkilometer. Närmaste större samhälle är Most, 16,3 km söder om Loučná. Runt Loučná är det i huvudsak tätbebyggt.